# Agnorisma hilaris
Agnorisma hilaris là một loài bướm đêm trong họ Noctuidae.